# 6G
6G е стандарт за мобилни комуникации от шесто поколение, който се разработва за безжични комуникационни технологии, поддържащи клетъчни мрежи за данни. Името произхожда от съкращението на думите „шесто поколение“ на няколко езика: английски – sixth generation, френски – sixième génération, немски – sechste Generation, испански – sexta generación и т.н. Той е предназначен за наследник на 5G и ще бъде значително по-бърз, с гарантирана скорост около 95 Gbit/s. Предполага се да се внедри около 2028 – 2030 година. В редица случаи се обозначава като NET-2030 или 6G/NET-2030.
Този стандарт се разработва от множество компании („Нокия“, „Самсунг“, „Сяоми“, „Ериксон“, „Апъл“, Huawei, LG, Vodafone Idea, Bharti Airtel, Anritsu, Jio, Keysight, NTT DoCoMo, Fly), изследователски институти (Институт за технологични иновации, Междууниверситетски център по микроелектроника) и държави (Южна Корея, Китай, Япония, Индия, Сингапур САЩ, страни от Европейския съюз, Русия и Обединени арабски емирства), които са проявили интерес към мрежите 6G.
Очаква се мрежите 6G да проявяват още повече хетерогенност (да бъдат дори по-разнообразни) от своите предшественици и вероятно ще поддържат приложения извън текущите сценарии за използване на мобилни устройства, като виртуална и обогатена реалност (VR/AR), повсеместни мигновени комуникации, всеобхватна интелигентност и Интернет на нещата (IoT). Очаква се операторите на мобилни мрежи да приемат гъвкави децентрализирани бизнес модели за 6G, с местно лицензиране на спектъра, споделяне на спектър, споделяне на инфраструктура и интелигентно автоматизирано управление, подкрепено от мобилни периферни изчисления, изкуствен интелект, комуникация с къси пакети и технологии за блокчейн.
Next G Alliance очертава пътната карта за развитие на 6G в доклад през февруари 2022 г. Тъй като е в ранен етап на развитие, към 2023 г. не съществуват универсално приети стандарти, които да определят компонентите на технологията, но се очаква системите да бъдат внедрени до 2028 г.

## Текущи изследвания и приблизителни характеристики на технологията
Една от целите на 6G изследването, което започва през 2017 г., е да може да се постигне скорост на предаване на данни до 400 Gbit/s. Служители на научни институции по целия свят, включително Fraunhofer Institute for Applied Solid State Physics и Fraunhofer Institute for Telecommunications HHI, проучват възможности за техническа реализация.
През 2018 г. Китай обявява началото на разработването на стандарта за мобилни комуникации 6G. Към средата на 2018 г. точните изисквания за 6G технологията не са дефинирани. За да ги формулира, е организирана фокус-групата FG NET-2030 от Международния съюз по далекосъобщения. FG-NET-2030 през май 2019 г. разработва и приема документа „Мрежа 2030 – план за технологии, приложения и пазарни двигатели към 2030 г. и след това“. Към края на 2019 г. приключва разработването на документа, който може да бъде постигнат: „Нови услуги и възможности за мрежа 2030: описание, технически пропуски и анализ на целта за ефективност“. От руските оператори в работата на групата FG-NET-2030 участва ПАО „Ростелеком“.
В Китай работна група за научноизследователска и развойна дейност по 6G е създадена от Министерството на науката и технологиите в началото на ноември 2019 г. Освен представители на правителството, тази работна група включва и служители от водещи технологични компании (включително Intel, Huawei, Samsung и Sony). През ноември 2020 г. Китай изстрелва първия тестов сателит, предназначен за тестване на технологии 6G в терахерцовия обхват на субмилиметровите вълни. На 5 януари 2022 г. китайският държавен институт Purple Mountain Laboratories обявява, че е постигнал 6G скорост на пренос на данни от 206,25 Gbit/s в сътрудничество с China Mobile и Fudan University.
В началото на 2020-те години изследвания на технологии, които претендират, че са част от 6G / NET-2030, се извършват от няколко изследователски групи, чиито предложения и визия за технологията се конкурират помежду си. Техните усилия в началото на разработката са насочени към използването на технологии, които не могат да бъдат внедрени в 5G / IMT-2020 мрежи, но, вероятно, ще станат достъпни за внедряване в индустрията по време на внедряването на следващото поколение технологии за предаване на данни след 5G / IMT-2020.
Сред изследователите на 6G са междууниверситетският проект ComSenTer (САЩ), изследователска група към Университета в Оулу (Финландия), който обявява стартирането на първия в света експериментален сегмент от инфраструктурата 6G 6Genesis, Югоизточен университет (Southeast University) в китайската провинция Цзянсу.
В европейския проект Hexa-X 22 компании, ръководени от Nokia, работят върху изследвания и разработки за 6G от януари 2021 г.
Предполага се, че комуникационните мрежи 6G ще използват терахерцовите и субтерахерцовите честотни диапазони и ще осигурят значително по-ниско ниво на забавяне при предаване на данни в сравнение с мрежите 5G/IMT-2020.
Една от технологиите, които могат да бъдат внедрени в 6-то поколение клетъчни комуникации, е използването на радиофотонни цифрови антенни решетки в базовите станции в комбинация с технологията Massive MIMO. В същото време се разглеждат варианти за базови станции с антенни системи, които формират около 250 лъча от диаграмата на излъчване в работния сектор.
Сред изискванията за мрежи 6G експертите посочват скорост на предаване на данни от 100 Gbit/s до 1 Tbit/s, докато системите с изкуствен интелект ще бъдат използвани за управление на мрежи.